# Вавилон-5: Легенда о рейнджерах. Жить и умереть в сиянии звёзд
«Вавилон-5: Легенда о рейнджерах. Жить и умереть в сиянии звёзд» — пятый полнометражный кинофильм поставленный во вселенной «Вавилон-5» (не считая пилотной серии «Встречи»). Премьера состоялась 19 января 2002 года на канале Sci Fi Channel. Джозеф Майкл Стражински планировал создать дочерний сериал основанный на фильме. Низкие рейтинги пилотного фильма разочаровали владельцев телесети, и интерес к «Легенде Рейнджеров» пропал. 27 января Стражински послал следующее сообщение в usenet-конференцию rec.arts.sf.tv.babylon5.moderated:
Рейтинги на восточном побережье пошли к чёрту из-за футбольного матча, чей рейтинг побил все рекорды спортивных трансляций таких игр за последние 5 лет (или около того). Предварительные исследования показали, что мужская аудитория В5 примерно та же, что и аудитория спортивных программ и именно поэтому В5 сдал свои позиции спорту. Как видно, здесь всё пошло не так, как должно было бы. Для сравнения, на западном побережье, где фильм пошёл в эфир *после* окончания трансляции матча, мы не только достигли ожидаемых телесетью рейтингов, но и превысили их ожидания, взяв 3,2 или 3,6 процентов аудитории в разных целевых группах, что просто неслыханно для кабельной телесети. Проблема в том, что именно 1,7 — то самое среднее арифметическое от рейтингов по стране — используется для рекламы фильма на рынке.

## Описание сюжета
После окончания Войны Теней, сотни цивилизаций пришли в упадок. Задача Межзвёздного Альянса — с помощью Рейнджеров отстроить уничтоженное и поддержать мир между планетами Альянса.
В 2265 году, рейнджер Дэвид Мартел совершил величайшее неслыханное за всю историю Рейнджеров — он отступил вместо того, чтобы бороться до конца (что неминуемо привело бы к гибели экипажа). Благодаря вмешательству Г'Кара, вместо наказания Матрелу выдали свой собственный корабль — двадцатилетний патрульный катер под названием «Лиандра». При этом его не предупредили, что у корабля мрачная репутация — его предыдущий экипаж погиб после аварии и, по слухам, остался на корабле в виде призраков.
Его задача — сопровождать новейший крейсер класса «Вален», который занимается доставкой нескольких дипломатов, включая Г’Кара, к месту встречи. Цель встречи — обсудить странные находки на одной из планет: под землёй был найден огромный город, построенный тысячи лет назад. Оба корабля попадают в засаду слуг неизвестной древней расы или тайной организации под названием Рука. Эта раса обладает смертоносной силой, многократно превосходящей любую известную до сих пор.
Капитан серьёзно повреждённого «Валена» (которому не удалось совершить ни единого выстрела из-за диверсии на борту) отправляет дипломатов на «Лиандру» и направляет крейсер на таран вражеского корабля, давая шанс «Лиандре» завершить задание. Несмотря на эту жертву, капитану Мартелу представляется почти невозможная задача добраться до зоны перехода, так как путь перекрывают два мощных корабля противника, с которыми не сравниться допотопному катеру Мартела. Его задача осложняется присутствием на борту нескольких десятков возмущённых дипломатов и неизвестного диверсанта. Ситуация осложняется, когда его первый помощник Дуланн начинает видеть призраки предыдущего экипажа «Лиандры».
Души прошлого экипажа сообщают Дуланну, что их предал кто-то из своих, поэтому они погибли, им не хватило воздуха. В настоящий момент они почувствовали совершенно аналогичную ситуацию — команду предал кто-то из присутствующих на борту. В финальной части фильма призраки погибших рейнджеров помогают команде «Лиандры» справиться с предателем на борту — одним из дипломатов, министром Кафтой. Затем экипажу «Лиандры» удаётся невероятное — уничтожить противника и пройти через зону гиперперехода домой.

## Исполнители ролей
- Дилан Нил — Дэвид Мартел
- Андреас Кацулас — Г’Кар
- Алекс Захара — Дуланн
- Мириам Сироис — Сара Кантрел
- Дин Маршал — Малкольм Бриджес
- Уоррен Такеучи — Китаро «Кит» Сасаки
- Дженни Ребекка Хоган — На’Фил
- Макензи Грей — Кафта
- Дэвид Сторч — Тафик
- Энид-Рэй Адамс — Фирелл
- Гас Линч — Тирк